# I liga paragwajska w piłce nożnej (1937)
Mistrzem Paragwaju został klub Club Olimpia, natomiast wicemistrzem Paragwaju – Cerro Porteño.
Mistrzostwa rozegrano systemem każdy z każdym mecz i rewanż. Najlepszy w tabeli klub został mistrzem Paragwaju.
Z ligi nikt nie spadł i nikt do niej nie awansował.

## Primera División

### Kolejka 1
| Data          | Mecz                             |
| ------------- | -------------------------------- |
| 18 lipca 1937 | Cerro Porteño – Club Olimpia 8:1 |

### Wyniki
| Mecz                                                                                           |
| ---------------------------------------------------------------------------------------------- |
| Club Olimpia – Cerro Porteño 0:1                                                               |
| Club Olimpia – Atlético Corrales 2:1                                                           |
| Club Olimpia – Club Libertad 0:0 mecz przerwany w 45 minucie – dokończony po ostatniej kolejce |

### Tabela końcowa sezonu 1937
| Poz | Klub                  | Punkty |
| --- | --------------------- | ------ |
| 1   | Club Olimpia          | 29     |
| 2   | Cerro Porteño         | 28     |
| 3   | Club Guaraní          | 25     |
| 4   | Atlético Corrales     | 25     |
| 5   | Club Sol de América   | 20     |
| 6   | Club River Plate      | 19     |
| 7   | Club Nacional         | 18     |
| 8   | Club Libertad         | 17     |
| 9   | Club Presidente Hayes | 17     |
| 10  | Sportivo Luqueño      | 13     |
| 11  | Atlántida SC          | 9      |

## Klasyfikacja strzelców w sezonie 1937
| Gole | Piłkarz        | Klub         |
| ---- | -------------- | ------------ |
| 21   | Francisco Sosa | Club Guaraní |